# Боголюбов, Геннадий Борисович
Генна́дий Бори́сович Боголю́бов (род. 20 января 1962, Днепродзержинск) — украинский предприниматель, миллиардер. Занимает 3-е место в рейтинге самых богатых людей Украины (2015) с состоянием $1,3 млрд. Соучредитель и совладелец группы «Приват».

## Биография
Окончил Днепропетровский инженерно-строительный институт (1984), затем до 1988 года работал инженером-строителем в днепропетровском тресте «Днепровскпромстрой» (ДПС).
По утверждению Геннадия Корбана, Коломойский и Геннадий Боголюбов находятся в бизнесе с 1986—1987 года, когда вышел первый закон о кооперации. Они начинали бизнес с импорта оргтехники из Юго-Восточной Азии и создали компанию под названием «Сентоза».
В 1992 году Г. Боголюбов стал одним из основателей «ПриватБанка». Со временем с бизнес-партнерами создал крупную бизнес-группу, получившую неофициальное название «Приват» (от названия банка). (По утверждению Геннадия Корбана: "Первыми учредителями «Приватбанка» были три компании — «Солм», «Сентоза» и «Вист»… Коломойскому и Боголюбову принадлежала компания «Сентоза».)
С 1999 года — президент Днепропетровской еврейской общины.
В октябре 2005 года входил в число представителей крупного бизнеса, участвовавших во встрече с президентом Украины Ющенко, на которой последний заверил их, что «война» с олигархами закончена и стороны готовы к сотрудничеству.
В ноябре 2010 года вместе с Игорем Коломойским и Виктором Пинчуком сопровождал президента Израиля Шимона Переса во время его визита в Днепропетровск.
1 ноября 2018 года был включен в список украинских физических лиц, против которых введены российские санкции.

## Бизнес
На данный момент[когда?] Геннадию Боголюбову принадлежат металлургические предприятия и горно-обогатительные комбинаты на Украине, в России, Румынии, Польше и США; нефтедобывающая компания; сеть автозаправочных станций, несколько предприятий пищевой промышленности, авиакомпании, медиа-активы и другое.
Бизнесмен контролирует горнодобывающую инвестиционную компанию «Palmary Enterprises Limited» (Белиз), через неё с декабря 2007 года — января 2008 года контролирует горнорудную компанию «Consolidated Minerals» (ConsMin, Австралия и Гана) (ранее также горнодобывающую компанию «Ghana Manganese» в Гане).
Входил в совет директоров «Евраз» (2008—2010). Входит в наблюдательный совет ПАО «Укртатнафта».
В сотрудничестве с Игорем Коломойским и Алексеем Мартыновым Геннадий Боголюбов «курирует „Приватбанк“, химическое предприятие „Днепроазот“, проекты в недвижимости, занимается зарубежными активами, связанными с добычей и переработкой марганцевой руды» (22.01.2008).
Курирование Боголюбовым «Приватбанка» также подтверждал в 2007 году Г. О. Корбан. (В «Приватбанке» Боголюбов является председателем наблюдательного совета.) По свидетельству Геннадия Корбана, Боголюбов — «совершенно равнозначный партнер Коломойского, они работают на таких условиях еще с 1980-х годов. В принципе, слово Боголюбова равно слову Коломойского…».
В 2007 году группа «Приват» приобрела за $ 100 млн. 3 % акций компании Central European Media Enterprises Ltd, контролирующей украинский телеканал "Студия «1+1».
В 2008 году, по словам основателя и президента Украинского медиа-холдинга (UMH group) Бориса Ложкина, всю долю группы «Приват» в медиапроектах УМХ выкупил Геннадий Боголюбов. В частности, речь шла о газете «Комсомольская Правда в Украине», радиостанциях «Авторадио» и «Европа Плюс», типографии «Укрполиграфмедиа», в которых доля Боголюбова составила после выкупа 50 %.
В 2008 году Геннадий Боголюбов вместе с немецким ретейлом OBI на паритетных началах создали совместное предприятие «ОБИ Украина» и начали развивать сеть гипермаркетов стройматериалов. Компания открыла гипермаркеты в Харькове, Мариуполе , Одессе.
В 2013 году Борис Ложкин выкупил долю Геннадия Боголюбова в рамках подготовки сделки по продаже UMH group группе компаний ВЕТЭК. «Эту инвестицию я рассматривал исключительно как бизнес-проект, — рассказал Боголюбов журналу Forbes. — Мне предложили достаточно высокую цену за мою долю, и я согласился».

## Активы
По данным Forbes-Украина и Бизнес-портала UBR осуществляет контроль над такими коммерческими предприятиями:

### Финансы
- Приватбанк
- AS PrivatBank (Латвия)[14]
- Privatbank (Португалия)
- Privat Bank AG (Австрия)

### ГМК
- Запорожский завод ферросплавов
- Стахановский завод ферросплавов
- Орджоникидзевский ГОК
- Марганецкий ГОК
- Чиатурмарганец
- Nsuta Gold Mining Corporation Limited[15]
- Ghana Manganese Company Limited[16]
- Palmary Enterprises Ltd
- Consolidated Minerals (CSM)
- Highlanders Alloys (США)
- Feral CA (Румыния)
- OM Holdings Ltd
- Evraz Group SA, Люксембург[17]
- Evraz plc, Великобритания
- Lanebrook Ltd, Кипр
- Ferrexpo (Швейцария)[18]
- Криворожский железорудный комбинат (КЖРК)

### Ритейл
- ОБИ Украина[19]

### Авиация
- Донбассаэро
- Аэросвит
- Windrose airlines
- Днепроавиа
- Аэрострой

### Нефть
- Укрнафта
- Сентоза
- Солм Лтд.
- Авиас
- JKX Oil&gas[20]

### Химия
- Днепразот

### Медиа
- Central European Media Enterprises Ltd
- UMH[13]
- Комсомольская Правда в Украине
- Авторадио
- Европа-Плюс
- Укрполиграфмедиа

### Другое
- ПриватФарм
- ПриватТакси

## Рейтинги
В 2007 году Геннадий Боголюбов вошел в рейтинг «50 самых богатых людей Украины» по версии журнала «Корреспондент». Издание оценило его состояние в $3,35 млрд, а журнал «Forbes» — в $ 1,2 млрд. Бизнесмен попал на 260-е место в списке самых богатых людей планеты, составленном журналом «Forbes».
В 2009 году журнал «Фокус» оценил капитал Геннадия Боголюбова в $2,168 млрд., журнал Forbes — в $1,1 млрд, а журнал «Корреспондент» — в $ 1,7 млрд.
В 2010 году журнал «Корреспондент» оценил капитал Геннадия Боголюбова в $ 6,3 млрд. (3-е место в рейтинге «Золотая сотня»).
В 2011 году журнал «Корреспондент» поставил Геннадия Боголюбова на 2-е место ежегодного рейтинга с состоянием $ 6,6 млрд. В рейтинге «Forbes-Украина» 100 богатейших людей Украины Геннадий Боголюбов занял 4 место, его состояние оценили в $2,5 млрд.
В 2012 году в рейтинге «ТОП-100 самых богатых украинцев» журнала «Корреспондент» Геннадий Боголюбов занял 4 место (состояние — $3,25 млрд). Журнал «Фокус» поставил его на 28 место в рейтинге «200 самых влиятельных украинцев». Журнал «Forbes-Украина» поместил его на 4-ю строчку рейтинга «100 богатейших» с состоянием $2,8 млрд.
В 2014 году в топ-100 самых богатых украинцев по версии издания «Новое время» занял 2-е место с $2,6 млрд.
В 2017 году — второе место среди самых богатых людей Украины и 1468 место в мире с доходом в 1,4 миллиардов долларов по версии журнала «Forbes».
В 2021 году — по версии Forbes состояние Боголюбова составило $1,7 млрд.

## Благотворительность
Геннадий Боголюбов жертвует на благотворительные проекты, является широко признанным еврейским лидером. Созданный Боголюбовым Фонд «Симха» помогает евреям во всем мире.
В марте 2007 года Боголюбов пожертвовал $1 млн на покупку молитвенников для иудеев-ашкенази, молящихся у Стены Плача в Иерусалиме. Кроме того, бизнесмен взял на себя финансирование восстановления подземной синагоги Гетса (примыкающая к Стене Плача синагога), а также финансировал постройку павильона вблизи Стены Плача, в котором размещены 120 шкафов для хранения свитков Торы и других священных рукописей.
В 2008 году Игорь Коломойский и Геннадий Боголюбов начали реализацию проекта строительства еврейского общинного центра «Менора» в Днепропетровске. Торжественное открытие «Меноры» состоялось 17 октября 2012 года.

## Семья
Сестра Наталия замужем за Станиславом Шейхетовым. Дочь Екатерина с 2010 года замужем за Дмитрием Чернявским. В 2011 году, в честь рождения их сына, внука Геннадия Боголюбова, дабы «разделить радость семьи Боголюбовых в связи с рождением и вступлением в завет Авраама Боруха бен Дана», Боголюбов благодетельствовал 500 долларов каждой семье посланников Любавического Ребе. В 2022 году скончалась Анастасия Боголюбова, сестра Геннадия Боголюбова, одного из самых значимых имен семьи и группы компаний Боголюбовых.
Боголюбов приходится сандаком сыну Игоря Коломойского.